# Denis Flahaut
Denis Flahaut (Valenciennes, 28 de novembre del 1978) és un ciclista francès professional del 2006 al 2015.
Anomenat "La Petite Bombe" ("La Petita Bomba"), va debutar com a professional el 2006 amb el conjunt belga Flanders, abans de passar a ser conegut pel públic dos anys després, quan va ser contractat per l'equip espanyol Saunier Duval-Scott. L'any 2009 va incorporar-se a l'equip belga del Landbouwkrediet-Colnago.
L'estiu del 2014, Flahaut s'uneix al Veranclassic-Doltcini.

## Biografia
Després d'una destacada carrera amateur, en la qual va obtenir les seves primeres tres victòries en el Tour de Faso africà, Flahaut va aconseguir vèncer les seves primeres curses professionals el 2007, formant part de l'equip franco-belga del Jartazi Promo Fashion. Amb aquest conjunt va guanyar quatre curses a l'Europa central: la Neuseen Classics - Rund um die Braumkohle, disputada a la localitat alemanya de Leipzig, el mes de maig; una etapa de la OZ Wielerweekend neerlandesa; i la Volta a Zelanda Central del mateix país, ambdues al juny, així com la Vlaamse Havenpijl belga aquell agost.

## Palmarès
- 2004
  - Vencedor de 3 etapes al Tour de Faso
- 2007
  - 1r al Delta Profronde
  - 1r al Neuseen Classics
  - 1r al Vlaamse Havenpijl
  - 1r a l'Arno Wallaard Memorial
  - Vencedor d'una etapa al OZ Wielerweekend
- 2008
  - Vencedor d'una etapa a la Volta a Andalusia
- 2009
  - 1r al Gran Premi del 1r de maig - Premi d'honor Vic de Bruyne
  - 1r al Premi Nacional de Clausura
- 2010
  - 1r al Gran Premi de Denain
  - 1r al Omloop van het Waasland
  - 1r al Gran Premi de Tallinn-Tartu
- 2011
  - 1r al Gran Premi de Lillers-Souvenir Bruno Comini
- 2012
  - Vencedor d'una etapa al París-Arras Tour